# Discestra petricolor
Discestra petricolor là một loài bướm đêm trong họ Noctuidae.